# Bézu-Saint-Éloi
Bézu-Saint-Éloi – miejscowość i gmina we Francji, w regionie Normandia, w departamencie Eure.
Według danych na rok 1990 gminę zamieszkiwało 1061 osób, a gęstość zaludnienia wynosiła 93 osoby/km² (wśród 1421 gmin Górnej Normandii Bézu-Saint-Éloi plasuje się na 215. miejscu pod względem liczby ludności, natomiast pod względem powierzchni na miejscu 273.).